# Clogmia
Genre
Clogmia est un genre de diptères de la famille des Psychodidae comprenant, entre autres, le Moucheron des éviers.

## Liste des espèces
Selon GBIF (30 octobre 2023) :
- Clogmia albipunctatus (Williston, 1893)
- Clogmia bidentata Ježek, 2004
- Clogmia caboverdeana (Ježek & Harten, 1996)
- Clogmia fuscipennis (Tonnoir, 1920)
- Clogmia poncianicolus (Satchell, 1953)

## Taxonomie
Le nom valide complet (avec auteur) de ce taxon est Clogmia Enderlein, 1937.
Clogmia a pour synonyme :
- Telmatoscopus Vaillant, 1972